# Chamosit
Chamosit (IMA-Symbol Chm) ist ein häufig vorkommendes Mineral aus der Mineralklasse der „Silikate und Germanate“ mit der chemischen Zusammensetzung (Fe2+,Mg,Al,Fe3+)6(Si,Al)4O10(OH,O)8 und damit chemisch gesehen ein Eisen-Magnesium-Alumosilikat mit zusätzlichen Sauerstoff- und/oder Hydroxidionen.
Chamosit kristallisiert im monoklinen Kristallsystem und entwickelt überwiegend schuppige, oolithische oder massige Mineral-Aggregate von grauer, graugrüner, brauner oder schwarzer Farbe.

## Etymologie und Geschichte
Erstmals beschrieben wurde Chamosit 1820 durch Pierre Berthier, der das Mineral nach seiner Typlokalität Chamoson (Gemeinde des Bezirks Conthey im französischsprachigen Teil des Kantons Wallis, Schweiz) benannte.

## Klassifikation
In der veralteten 8. Auflage der Mineralsystematik nach Strunz gehörte der Chamosit zur Mineralklasse der „Silikate und Germanate“ und dort zur Abteilung der „Schichtsilikate (Phyllosilikate)“, wo er zusammen mit den inzwischen als Varietäten diskreditierten Mineralen Delessit und Thuringit sowie im Anhang mit Gonyerit und Pennantit die „Reihe der Ferro-Ferri-Chlorite (Leptochlorite)“ mit der System-Nr. VIII/E.09d bildete.
Im zuletzt 2018 überarbeiteten und aktualisierten Lapis-Mineralienverzeichnis nach Stefan Weiß, das sich aus Rücksicht auf private Sammler und institutionelle Sammlungen noch nach dieser alten Form der Systematik von Karl Hugo Strunz richtet, erhielt das Mineral die System- und Mineral-Nr. VIII/H.23-30. In der „Lapis-Systematik“ entspricht dies ebenfalls der Abteilung „Schichtsilikate“, wo Chamosit zusammen mit Baileychlor, Borocookeit, Cookeit, Donbassit, Franklinfurnaceit, Gonyerit, Jadarit, Klinochlor, Manandonit, Nimit, Pennantit und Sudoit die „Chloritgruppe“ bildet.
Auch die von der International Mineralogical Association (IMA) zuletzt 2009 aktualisierte 9. Auflage der Strunz’schen Mineralsystematik ordnet den Chamosit in die Abteilung der „Schichtsilikate“ ein. Diese ist allerdings weiter unterteilt nach der Struktur der Silikatschichten, so dass das Mineral entsprechend seiner Zusammensetzung in der Unterabteilung „Schichtsilikate (Phyllosilikate) mit Glimmertafeln, zusammengesetzt aus tetraedrischen und oktaedrischen Netzen“ zu finden ist, wo es zusammen mit Baileychlor, Borocookeit, Cookeit, Donbassit, Franklinfurnaceit, Glagolevit, Gonyerit, Klinochlor, Nimit, Odinit, Orthochamosit (diskreditiert), Pennantit und Sudoit die „Chloritgruppe“ mit der System-Nr. 9.EC.55 bildet.
Die vorwiegend im englischen Sprachraum gebräuchliche Systematik der Minerale nach Dana ordnet den Chamosit ebenfalls in die Klasse der „Silikate und Germanate“ und dort in die Abteilung der „Schichtsilikatminerale“ ein. Hier ist er zusammen mit Baileychlor, Borocookeit, Cookeit, Donbassit, Klinochlor, Nimit, Orthochamosit, Pennantit und Sudoit in der „Chloritgruppe (Tri-Dioktaedrisch)“ mit der System-Nr. 71.04.01 innerhalb der Unterabteilung „Schichtsilikate: Schichten von sechsgliedrigen Ringen, abwechselnd 1:1, 2:1 und oktaedrisch“ zu finden.

## Bildung und Fundorte
Chamosit bildet sich durch Metamorphose oder hydrothermale Vorgänge in eisenreichen Sedimenten und ist dann oft in Begleitung anderer eisenhaltiger Sedimentminerale wie Goethit, Hämatit, Magnetit und Siderit, aber auch Calcit, Kaolinit, Olivin, Plagioklas, Pyrit, Pyroxen und/oder Quarz zu finden.
Bisher wurde Chamosit an 265 Fundorten entdeckt (Stand: 2009), so unter anderem in Bahariyya (Ägypten); Provinz Constantine (Algerien); Biggenden Shire/Queensland, Yancowinna County/New South Wales und Queenstown/Tasmanien (Australien); den Provinzen Lüttich und Luxemburg in Belgien; Departamento La Paz und Departamento Potosí in Bolivien; Minas Gerais und Pará in Brasilien; Bulgarien; Hebei, Hunan und Jiangxi in China; Baden-Württemberg (Schwarzwald), Bayern, Sachsen, Thüringen und anderen Regionen in Deutschland; Pays de la Loire in Frankreich; auf Kreta (Griechenland); England und Wales in Großbritannien; einigen Regionen in Italien; Honshū und Shikoku in Japan; New Brunswick, Ontario und Québec (Mont St.-Hilaire) in Kanada; Córdoba in Kolumbien; Telemark und Vestfold in Norwegen; Hohe Tauern (Kärnten und Salzburg) in Österreich; mehreren Regionen in Russland und der Slowakei; Bern, Obwalden, Uri und Wallis in der Schweiz; einigen Regionen Spaniens; Mpumalanga und Nordkap in Südafrika; Böhmen und Mähren in Tschechien; sowie vielen Regionen in den USA.
Auch auf dem Meeresboden des Mittelatlantischen Rückens, genauer der „Markov-Tiefe“ der Sierra-Leone-Bruchzone wurden schon Proben von Chamosit aufgenommen.
Chamosit gehört neben einigen anderen zu den auf dem Mars entdeckten Mineralen.

## Kristallstruktur
Chamosit kristallisiert im monoklinen Kristallsystem in der Raumgruppe C2/m (Raumgruppen-Nr. 12) mit den Gitterparametern a = 5,373 Å; b = 9,306 Å, c = 14,222 Å und β = 97°53' sowie zwei Formeleinheiten pro Elementarzelle.